# Neoascia pavlovskii
Neoascia pavlovskii är en tvåvingeart som beskrevs av Stackelberg 1955. Neoascia pavlovskii ingår i släktet dvärgblomflugor, och familjen blomflugor. Inga underarter finns listade i Catalogue of Life.